# Саламандра Атіфа
Саламандра Атіфа (Lyciasalamandra atifi) — вид земноводних родини саламандрових (Salamandridae). Один із 7 видів роду. Поширений у Туреччині. Раритетний вид, занесений до Червоного списку МСОП. Отруйна амфібія.

## Опис
Загальна довжина досягає 16,4—18 см. Спостерігається статевий диморфізм: самиці більші за самців. Голова сплощена та витягнута. На горлі присутні шкіряна складка. на задній частині голови помітні паратоіди (залози). Тулуб стрункий та кремезний з 11—13 слабко помітними реберної борознами. Хвіст дорівнює або менше за тіло. У самця зверху хвоста є колосоподібний виступ та шлюбні мозолі на передніх кінцівках.
Забарвлення спини коливається від коричневого до темно-коричневого кольору з дуже дрібними білими плямами. Окремі особини позбавлені плям. З боків від спини тягнуться білі плями. Черево жовте, помаранчеве або червоне.

## Поширення
Вид поширений у Південній Анатолії (Туреччина).

## Особливості біології
Населяє ліси помірного пояса, скелясті місцини. Зустрічається на висоті 190—1500 м над рівнем моря. Активна вночі. Найбільшу активність проявляє в більш прохолодні та вологі зимові місяці, на які припадає і сезон розмноження.
Статева зрілість настає у віці близько 3 років. Парування відбувається амплексусом. Розмноження ніяк не пов'язане з водою. Яйця розвиваються усередині матки. Цим тваринам властива «оофагія», коли сильні личинки поїдають незапліднені яйця або більш слабких личинок. Через 5—8 місяців з'являється повністю розвинені дитинчата.

## Охорона
Раритетний вид земноводних, занесений до Червоного списку МСОП (охоронна категорія: вид перебуває в небезпечному стані).